# 금산역사문화박물관
금산역사문화박물관은 충청남도 금산군에 있는 박물관이다.

## 연혁
- 2018년 5월 28일 개관.